# Vart jag mig i världen vänder
Vart jag mig i världen vänder är en låt av Den Svenska Björnstammen, utgiven på singel 2011. samt på gruppens album Ett fel närmare rätt 2012.
Låten nådde förstaplatsen på Sverigetopplistan och utsågs under P3 Guld-galan i januari 2012 till "Årets låt 2011".

## Listplaceringar
| Lista (2011–2012) | Topplacering |
| ----------------- | ------------ |
| Sverige           | 1            |

### Fotnoter
1. ↑  ”Vart jag mig i världen vänder”. Svensk mediedatabas. 11 mars 2011. https://smdb.kb.se/catalog/id/002862740. Läst 23 februari 2020.
2. ↑  ”Ett fel närmare rätt”. Svensk mediedatabas. 202. https://smdb.kb.se/catalog/id/002789491. Läst 23 februari 2020.
3. ↑  ”"Vart jag mig i världen vänder" blev Årets låt” (på svenska). Sveriges Radio. 21 januari 2012. https://sverigesradio.se/sida/artikel.aspx?programid=3964&artikel=4913003. Läst 23 februari 2020.
4. ↑  ”Vart jag mig i världen vänder”. Swedishcharts. 11 mars 2011. https://swedishcharts.com/showitem.asp?interpret=Den+Svenska+Bj%F6rnstammen&titel=Vart+jag+mig+i+v%E4rlden+v%E4nder&cat=s. Läst 22 februari 2020.